# Марткопский монастырь
Марткопский монастырь (груз. მარტყოფის ღვთაების მონასტერი) — монастырь Грузинской православной церкви, расположенный около села Марткопи, примерно в 25 км к востоку от Тбилиси, столицы Грузии. История монастыря восходит к VI веку и связана исторической традицией с одним из тринадцати ассирийских отцов, святым Антонием. Большинство сохранившихся построек монастыря относятся к XVII—XIX векам. Монастырь включён в список недвижимых культурных памятников национального значения Грузии.

## Описание
Монастырский комплекс расположен в 5 км к северо-западу от археологически-значимого села Марткопи, Гардабанский муниципалитет, Квемо-Картли, примерно в 25 км к востоку от Тбилиси, на лесистых южных склонах Ялнинского хребта. Нынешний комплекс состоит из главной купольной церкви, колокольни, башни святого Антония и различных других сооружений.
Главная церковь была полностью перестроена в середине XIX века, чтобы заменить старое разрушенное средневековое здание. К северу от неё стоит колокольня, построенная неким Ахвердом в 1699 году, что обозначено грузинской надписью на её стене. Архитектурно она похожа на другие современные колокольни Грузии, такие как в церквях Ниноцминда, Урбниси и Анчисхати, но с некоторым персидским колоритом. Восточнее, на вершине холма, есть башня с видом на монастырь, возвышающаяся на 30 метров. Она известна как башня святого Антония, где он, как полагают, прожил затворником последние 15 лет (см. столпничество). Сохранившееся сооружение было построено на основе разрушенной ранне-средневековой каменной башни.

## История

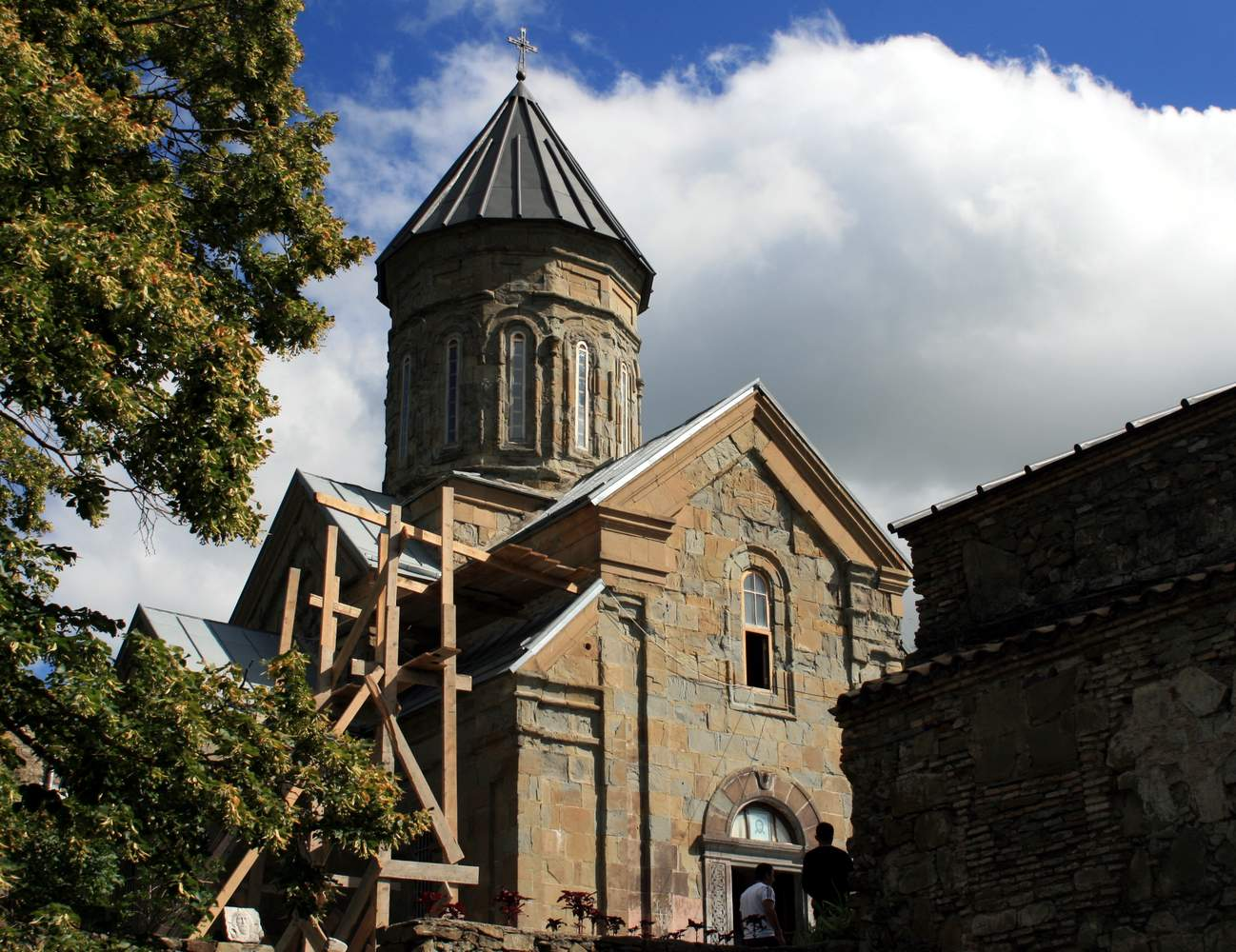
Церковь Марткопи

Марткопская колокольня

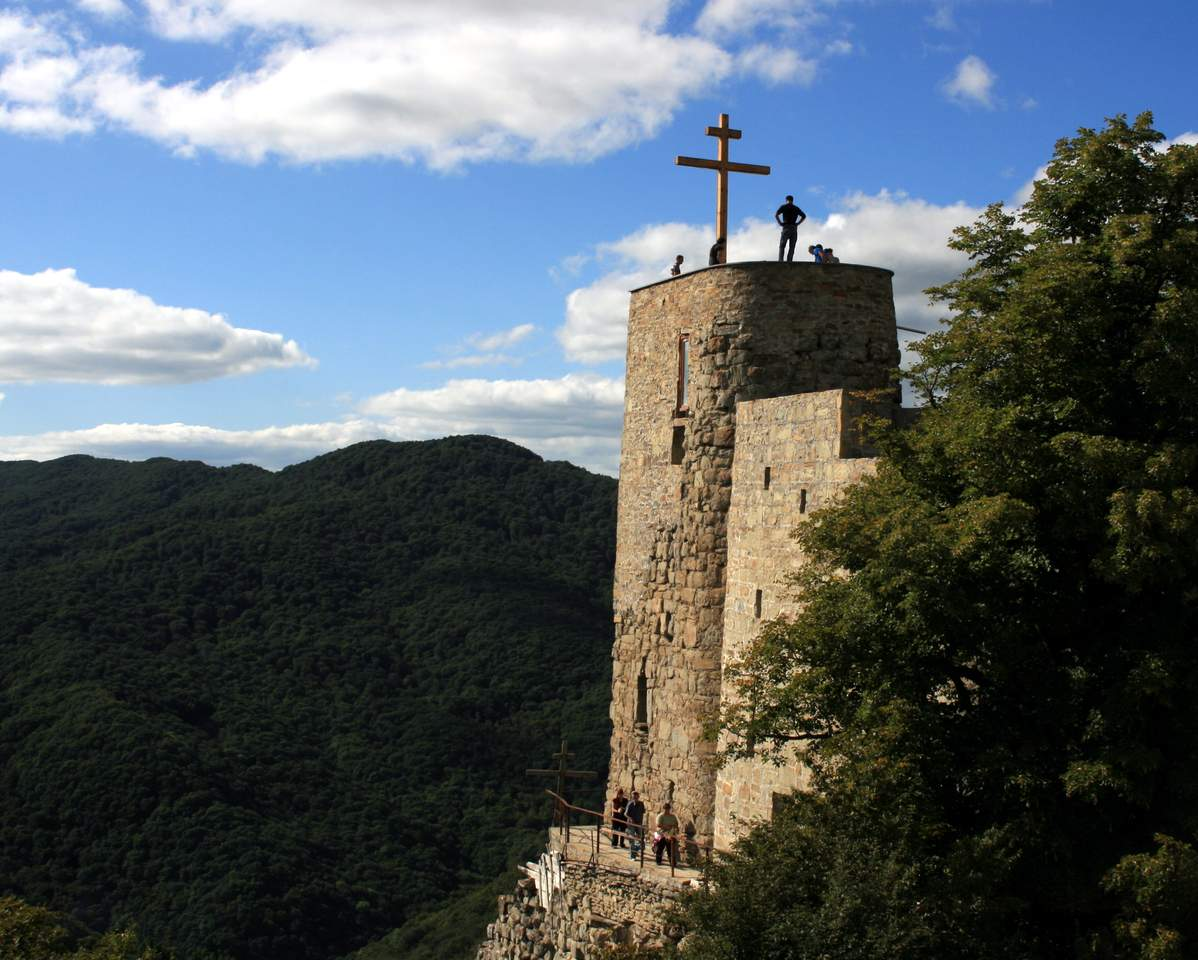
Столп святого Антония

Основание монастыря Марткопи связано, согласно средневековой грузинской традиции, с монахом Антонием, который, как считается, прибыл в Грузию из Эдессы в Верхней Месопотамии около 545 года. Топоним Марткопи происходит от грузинского прозвища святого Антония Мартодмкопели (буквально «тот, кто живёт в одиночестве», «отшельник»), а название церкви в честь Божества является ссылкой на нерукотворную икону Искупителя, по преданию, привезённую Антонием из Эдессы.
В 1265 году монастырь Марткопи стал резиденцией епископа Рустави, после того как этот город был разрушен во время вторжения Берке, правителя монгольской Золотой Орды. Монастырь был разграблен во время грузинских походов тюрко-монгольского эмира Тимура в 1395 году. В конце XVII века он был существенно реконструирован. Монастырь был укреплён «как крепость», как сообщал грузинский учёный XVIII века князь Вахушти. Его стена имела общую длину 1400 м и была оборудована бойницами.
Монастырь пользовался благосклонностью царей восточно-грузинского царства Кахетии, к которому Марткопи принадлежал после распада Грузинского царства в конце XV века. После того как персидско-грузинские войска разгромили османские войска в 1735 году, монастырь посетил Надир-шах в сопровождении его союзников-грузин, царевичей Теймураза и Ираклия; Надер пожертвовал деньги и подарки христианскому монастырю.
В 1752 году епископ Иосиф (Джандиеришвили), остерегаясь мародерствующего вторжения Лекианоба, был вынужден покинуть монастырь и перенести свою резиденцию и приход в более защищённое село Марткопи. Здание церкви было значительно повреждено в результате землетрясения 1823 года; её купол и восточная стена рухнули. Как отмечал французский историк XIX века Марий Броссе, от церкви ничего не осталось, кроме стены
В описании Марткопи в 1847 году — первом научном обследовании памятника — Платон Иоселиани сообщил, что в разрушенной церкви сохранились фрески, в том числе большие портреты грузинских царей Вахтанга Горгасали и Давида Строителя с распознаваемыми грузинскими текстами и греко-русскими надписями, посвящёнными русскому посольству в Кахетию в 1586 году.
Главное здание церкви было перестроено между 1848 и 1855 годами, а русский художник Михаил Трощинский был нанят для росписи интерьера в 1856 году. В процессе были потеряны старые грузинские фрески и многоязычные надписи. Камера, обнаруженная в северной части церкви, была идентифицирована как могила святого Антония.
26 августа 1918 года монастырь Марткопи стал местом убийства Кириона II, католикоса-патриарха всея Грузии, который был найден застреленным в своей келье при неясных обстоятельствах. Монастырь оставался действующим до 1934 года, когда он был закрыт советскими властями; здание церкви было переделано в детский дом, а затем в базу отдыха для работников 31-го авиационного завода Тбилиси. В 1989 году монастырь был возвращён Грузинской православной церкви.